# Burton E. Sweet

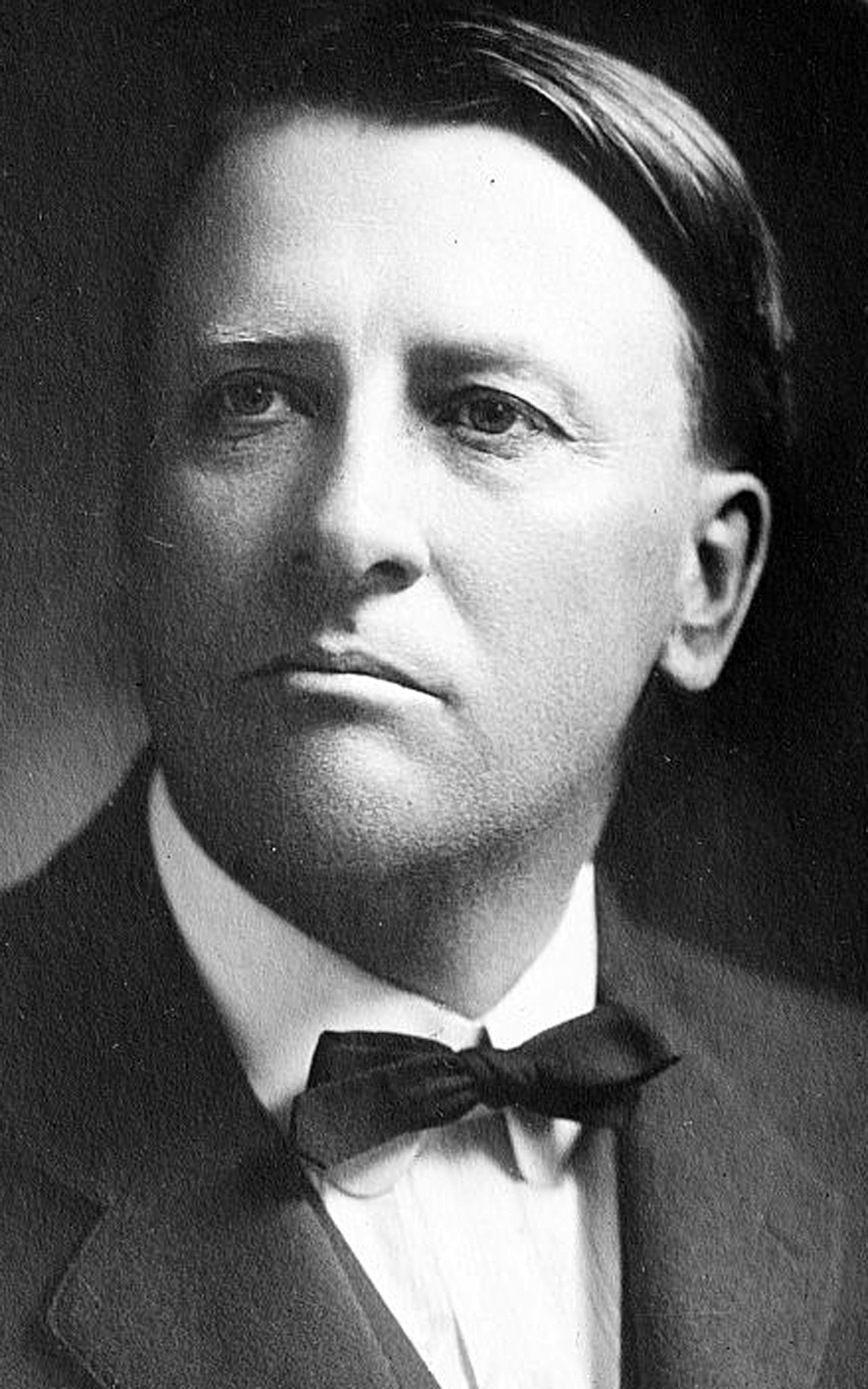
Burton E. Sweet

Burton Erwin Sweet (* 10. Dezember 1867 bei Waverly, Iowa; † 3. Januar 1957 ebenda) war ein US-amerikanischer Politiker. Zwischen 1915 und 1923 vertrat er den Bundesstaat Iowa im US-Repräsentantenhaus.

## Werdegang
Burton Sweet besuchte die öffentlichen Schulen seiner Heimat, die Iowa State Normal School in Cedar Falls und dann bis 1893 das Cornell College in Mount Vernon. Nach einem anschließenden Jurastudium an der University of Iowa in Iowa City und seiner im Jahr 1895 erfolgten Zulassung als Rechtsanwalt begann er in Waverly in seinem neuen Beruf zu praktizieren. Zwischen 1896 und 1899 war er auch Anwalt dieser Gemeinde. Politisch wurde Sweet Mitglied der Republikanischen Partei. Zwischen 1900 und 1904 war er Abgeordneter im Repräsentantenhaus von Iowa. 1904 war er Delegierter zur Republican National Convention in Chicago, auf der Präsident Theodore Roosevelt für eine weitere Amtszeit nominiert wurde. Von 1902 bis 1906 saß Sweet im regionalen Vorstand seiner Partei für Iowa. Im Jahr 1908 strebte er erfolglos die Nominierung seiner Partei für die Kongresswahlen an.
1914 wurde Sweet im dritten Wahlbezirk von Iowa in das US-Repräsentantenhaus in Washington, D.C. gewählt, wo er am 4. März 1915 die Nachfolge von Maurice Connolly antrat. Nach drei Wiederwahlen konnte er bis zum 3. März 1923 vier zusammenhängende Legislaturperioden im Kongress absolvieren. In diese Zeit fiel der Erste Weltkrieg. Außerdem wurden der 18. und der 19. Verfassungszusatz im Kongress verabschiedet. Dabei ging es um das Alkoholverbot und die bundesweite Einführung des Frauenwahlrechts.
Im Jahr 1922 verzichtete Sweet auf eine erneute Kandidatur. Stattdessen bewarb er sich erfolglos innerhalb seiner Partei für die Nominierung zu einer Nachwahl in den US-Senat. Zwei Jahre später, im Jahr 1924, scheiterte ein weiterer Versuch, die Nominierung seiner Partei für die Senatswahlen zu erlangen. Nach diesen Niederlagen zog sich Sweet aus der Politik zurück. Er arbeitete in den folgenden Jahren als Rechtsanwalt und starb im Januar 1957 im Alter von 89 Jahren in seinem Heimatort Waverly.